# Claudia Marx
Claudia Marx, nemška atletinja, * 16. september 1978, Vzhodni Berlin, Vzhodna Nemčija.
Nastopila je na poletnih olimpijskih igrah leta 2004, ko je izpadla v prvem krogu štafete 4x400 m. Na svetovnih prvenstvih je osvojila srebrno medaljo v isti disciplini leta 2001, na svetovnih dvoranskih prvenstvih bronasto medaljo istega leta, na evropskih prvenstvih naslov prvakinje leta 2002, na evropskih dvoranskih prvenstvih pa srebrno medaljo v teku na 400 m leta 2002. 